# Irina Nekrassova
Irina Nekrassova est une haltérophile kazakhe née le 1er mars 1988, à Vladimirovska dans l'oblys de Kostanaï. Médaillée d'argent aux Jeux olympiques de 2008, elle doit rendre sa médaille et est disqualifiée à la suite d'un contrôle antidopage positif.